# 해피빈
해피빈(영어: happybean)은 네이버 산하 비영리 재단법인 '해피빈'과 그 재단에서 운영하는 온라인 기부 포털사이트 '해피빈'을 말한다.

## 역사
2005년 7월 아름다운재단과 네이버가 함께 시작한 대한민국의 첫 '온라인 기부 포털사이트'이다. 2009년에는 네이버가 초기 자본금 30억원을 사용해 행정안전부를 통해 비영리 재단법인 '해피빈'을 출연시켜 담당하게 하였다.

## 이용자의 기부 방법
'클릭으로 그리는 행복한 세상'이라는 슬로건을 바탕으로 운영되는 이 포털은 기부자와 도움을 구하는 자선 단체를 연결해 주는 징검다리 역할을 한다. '기부형 크라우드 펀딩' 방식으로, 초기에는 자선 단체가 사이트에 사연을 올리면, 기부자가 가상 화폐인 '콩'(개당 100원)을 기부하는 방법으로 운영되었다. 이후에 각 테마 내의 카테고리의 모금함을 골라 기부하는 '테마 기부' 방법과 지인이나 카페 가입 회원들이 함께 모으고 단체를 선택해 기부하는 '콩 저금통 기부' 방법이 추가되었다. 가상 화폐 '콩' 역시 직접 돈을 지불해 충전하였지만, 이후 지식iN, 블로그, 카페 등 네이버 내의 활동이나 콩 배너 팝업창을 클릭하는 방법으로도 얻을 수 있게 되었다. 그 외에도 룰렛을 이용하여 콩을 얻는 경우도 있다.

## 이용 자선 단체
다양한 자선 단체들은 포털 사용자들의 지지를 얻을 수 있으며, 사용자는 포털을 통해 쉽게 자선 단체의 나눔에 참여할 수 있도록 운영하고 있다. 이에 따라 자선 단체, 사회적 기업 등의 단체가 사회에 자리를 잡을 수 있도록 돕는 역할도 하고있다.
반면 이용약관에 의해 비윤리적 가치가 담겨있는 사업을 행하는 단체, 모금 내용을 허위로 개시한 단체, 소관 부처의 감사 등에서 위법 사실이 드러났거나 적발된 단체 등은 이용이 제한되거나, 경우에 따라서 모금액이 환수될 수 있다.

## 성장
해피빈은 꾸준히 성장하는 모습을 보이고 있다. 년도별 기부금 총 액수는 2013년 54억 원, 2014년 75억 원, 2015년 86억 원, 2016년 106억 원, 2017년 129억 원으로 꾸준히 증가해왔다. 이에 재단도 공익 사업에 지출하는 액수 역시 점점 늘려왔다. 년도별 재단의 공익 사업 지출액은 2014년 93억 원, 2015년 100억 원, 2016년 95억 원, 2017년 107억 원이였으며, 이는 재단 총 지출의 80 ~ 90%를 차지하는 액수이다. 2019년 6월 27일 기준으로, 기부에 참여한 누적 이용자는 약 1,510만 명이며, 총 누적 기부 금액은 약 1,025억 원이다.

## 평가
온라인 포털이라는 네이버의 성격을 적용해 기존의 기부 방식에서 벗어나 새로운 형태의 기부 문화를 제시했다는 평가를 받고 있다.

## 같이 보기
- 크라우드펀딩
- 아름다운재단
- 나눔포털